# Santon (přírodní památka)
Santon je přírodní památka na jihozápadním okraji obce Tvarožná v okrese Brno-venkov. Nově byla vyhlášena Nařízením Jihomoravského kraje č. 40/2015 s účinností od 1. ledna 2015. Předmětem ochrany jsou úzkolisté suché trávníky, vegetace skal, zdí a stabilizovaných sutí, suché křoviny nelesního prostředí a suťové lesy s hojným výskytem chráněných a ohrožených druhů živočichů a rostlin.